# Luperolophus
Luperolophus is een geslacht van kevers uit de familie bladkevers (Chrysomelidae).
De wetenschappelijke naam van het geslacht werd in 1884 gepubliceerd door Léon Marc Herminie Fairmaire.

## Soorten
- Luperolophus cyaneofasciatus Bechyne, 1964
- Luperolophus humerosus Bechyne, 1964
- Luperolophus tenuecostatus Fairmaire, 1876